# Kočanska reka
Kočanska reka (mak. Кочанска Река)  je mala rijeka u istočnoj Makedoniji, desni pritok rijeke Bregalnice. 
Kočanska reka izvire na južnim obroncima Osogovske planine kod mjesta Retki buki (Ретки буки) na nadmorskoj visini od 1.630 m. Rijeka uvire u rijeku Bregalnicu kod sela Čiflik na nadmorskoj visini od 295 m. Rijeka do grada Kočani teče kao planinski vodotok u širokoj klisuri, od Kočana do uvira teče kao ravničarska rijeka.
U svom planinskom dijelu prima veći dio pritoka, a to su Lolenska, Ramnoniviška i Mala reka. Sve pritoke dolaze isključivo s desne strane. Najveći vodostaj rijeka ima za proljeća u travnju i svibnju, kad se tope snijegovi s planinskih visova Osogovske planine, a najniži u srpnju i kolovozu. Rijeka ima prosječan pad od 39,3%. 
Kod sela Dolno Gradče (6 km od Kočana) napravljena je brana i umjetno jezero - Gradče. Ova akomulacija nalazi se na nadmorskoj visini od 465 m, u njoj je 2. 160 000 m3 vode, prostire se na površini od 19 ha.
Rijeka se službeno zove Kočanska, po najvećem mjestu kroz koje protiče, ali je zovu i Kriva reka.

## Vanjske poveznice
|  | Zajednički poslužitelj ima još gradiva o temi Kočanska reka |